# Traulia superba
Traulia superba är en insektsart som beskrevs av Willemse, C. 1930. Traulia superba ingår i släktet Traulia och familjen gräshoppor. Inga underarter finns listade i Catalogue of Life.